# Norvég megyék zászlóinak képtára
Ez a galéria Norvégia 19 megyéjének zászlóit mutatja be.

Akershus megye
Aust-Agder megye
Buskerud megye
Finnmark megye
Hedmark megye
Hordaland megye
Møre og Romsdal megye
Nordland megye
Nord-Trøndelag megye
Oppland megye
Oslo megye
Rogaland megye
Sogn og Fjordane megye
Sør-Trøndelag megye
Telemark megye
Troms megye
Vestfold megye
Vest-Agder megye
Østfold megye